# Klieština
Klieština (in ungherese Kelestény) è un comune della Slovacchia facente parte del distretto di Považská Bystrica, nella regione di Trenčín.